# Măgureanca, Fălești
Măgureanca este un sat situat în vestul Republicii Moldova, în Raionul Fălești. Aparține administrativ de comuna Scumpia. 

## Istorie
Măgureanca a fost întemeiată în 1856, la izvorul unui pârâu care traversează satul Scumpia și se revarsă în râul Gârla Mare. În anul 1902 sunt înregistrate în localitate 20 de case de locuit, cu 115 de locuitori 57 – bărbați 58 – femei.
La 1923 în sat erau 20 de gospodării, și tot atât case, 57 bărbați și 58 femei, funcționa o poștă rurală, reprezentant (staroste) al primăriei Scumpia.. Funcția de staroste era deținută de Ioan Cuschevici. Copiii frecventau școală mixtă din Scumpia, enoriașii participau la slujbele religioase din Biserica Sf. Mihail din reședința comunei.
La recensământ general al populației organizat în anul 1930, în satul Măgureanca au fost înregistrați 139 de locuitori, inclusiv: 131 români; 4 ruși și 5 ucraineni. În calitate de limba maternă, limba română au declarat 122 persoane; limba ucraineană - 13 persoane și limba rusă - 4 persoane. Filip Carp deținea o cârciumă. În 1941 sunt înregistrate 35 de clădiri și 153 oameni.
La 1 iulie 1965 Măgureanca a fost unită cu satul Nicolaevca și scoasă din evidență, formând o singură localitatea.
La ultimul recensământ sovietic, din 1989, în satul Măgureanca au fost numărați 309 de oameni, printre care 292 români și 17 ucraineni.

## Populație
La recensământul din 2004 avea o populație de 292 locuitori, inclusiv 148 de bărbați și 144 de femei. Din punct de vedere etnic, 91 dintre locuitori au fost români și 2 ucraineni.